# آناتومی گری (فصل ۷)
فصل هفتم سریال اناتومی گری از شبکه ای بی سی در تاریخ ۲۳ سپتامبر سال ۲۰۱۰ شروع و تا تاریخ ۱۹ می ۲۰۱۱ در ۲۲ قسمت به طول انجامید. بر اساس نوشتهٔ یکی از وب سایت‌های آمریکایی قسمت اول این سریال حدود ۱۴ میلیون نفر بیننده و در قسمت ۲۲ این رقم کاهش و به ۱۰ میلیون بیننده (حدوداً) رسید. نویسندهٔ این فصل مانند فصل‌های دیگر شاندا ریمز است. این فصل در روزهای پنج شنبه ساعت ۹ شب (Eastern Time Zone) به وقت محلی آمریکا پخش شد.